# 上东路站
上东路站位于中华人民共和国浙江省温州市瑞安市上望街道规划世纪大道与上东路交叉口西侧，是温州轨道交通S2线的一座中间站。本站于2023年8月26日随S2线的开通而启用。

## 车站结构
本站为路中高架三层侧式车站（两台两线），全长140m，宽度24.5m，高度22.827m，整个车站的建筑面积为11396㎡，其中车站主体建筑面积为8261㎡。本站设有2个出入口，以及卫生间1处、母婴室1间。

### 车站楼层
| 地上三层 | 侧式站台 | 侧式站台                                 | 侧式站台 | 侧式站台 |
|          | 一站台   | █ S2线 清东路方向（下站：上望）          |          |          |
|          | 二站台   | █ S2线 东山方向（下站：东山）            |          |          |
|          | 侧式站台 |                                          |          |          |
| 地上二层 | 站厅     | 售票机、客服中心、商店、警务室、安检设施 |          |          |
| 地面     | 出入口   |                                          |          |          |

### 站台
本站设有两个侧式站台，位于世纪大道的上空。

## 公交接驳
- 配套站点：本站西北侧世纪大道新设“S2上东路站”公交停靠站1对[7]。
- 配套线路：1条（瑞安11路）[7]。

## 历史
- 2021年6月30日，本站主体结构封顶[4]。
- 2022年1月21日，本站首件工程顺利通过验收，工程质量评定为优良[8]。